# Hilduoc
Hilduoc ou Hildeoc est le quatrième roi des Lombards. Il règne vers le milieu du Ve siècle, à une époque où les Lombards vivent entre le cours moyen du Danube et la Norique, partiellement évacuée par les Romains.
Paul Diacre, auteur d'une Histoire des Lombards, ne dit quasiment rien sur Hilduoc, sinon qu'il était le quatrième fils et le successeur du roi Lethuoc, fondateur de la dynastie des Lethings (en), qui régnera pendant plus d'un siècle sur les Lombards.
Il a pour successeur Goduoc, son frère cadet.

## Sources
- Paul Diacre, Histoire des Lombards, Livre I, XVIII.